# Schlacht bei Rivoli (1797)
1792

Porrentruy – Marquain – Quiévrain – Verdun – Thionville – Valmy – Lille – Mainz (1792) – Jemappes
1793

Aldenhoven I – Namur – Neerwinden – Mainz (1793) – Famars – Valenciennes (1793) – Arlon (1793) – Hondschoote – Meribel – Avesnes-le-Sec – Pirmasens – Toulon – Fontenay-le-Comte – Cholet – Lucon – Trouillas – Dünkirchen – Le Quesnoy – Menin I – Wattignies – Weißenburg I – Biesingen – Kaiserslautern I – Weißenburg II
1794

Boulou – Landrecis – Menin II – Mouscron – Martinique – Guadeloupe – Tourcoing – Tournai – Kaiserslautern II – San-Lorenzo de la Muga – 13. Prairial – Fleurus – Kaiserslautern III – Vosges – Aldenhoven II
1795

Cornwallis’ Rückzug – Genua – Groix – Hyeres – Handschuhsheim – Mainz (1795) – Mannheim – Loano
1796

Montenotte – Millesimo – Dego – Mondovì – Lodi – Borghetto – Castiglione – Mantua – Siegburg – Altenkirchen – Wetzlar – Kircheib – Kehl – Kalteiche – Friedberg  – Malsch – Neresheim – Sulzbach – Deining – Amberg – Würzburg – Neufundland – Rovereto – Bassano – Limburg – Biberach I – Emmendingen – Schliengen – Caldiero – Arcole – Irland
1797

Fall von Kehl – Rivoli (1797) – St. Vincent – Diersheim – Santa Cruz – Neuwied – Camperduin
Die Schlacht bei Rivoli, die im Ersten Koalitionskrieg vom 14. bis 15. Januar 1797 in der Nähe der italienischen Stadt Rivoli stattfand, war ein Schlüsselerfolg der französischen Armee unter Napoleon Bonaparte im Italienfeldzug über ein zahlenmäßig überlegenes habsburgisches Heer unter Feldmarschall Alvinczy.
Die Schlacht beendete den vierten Versuch Österreichs, die von Frankreich belagerte Festung Mantua zu befreien und die französische Armee aus der Poebene zu vertreiben. Die Schlacht trug des Weiteren dazu bei, die außerordentlichen militärischen Fähigkeiten Bonapartes zu unterstreichen, und führte in ihrer Folge zur vollständigen Besetzung Norditaliens.

## Vorgeschichte
Alvinczys Vorhaben sah die Überwältigung der Truppen des Generals Joubert in den Gebirgsausläufern östlich des Gardasees mit fünf separaten Kolonnen vor. Von dort aus sollte das österreichische Heer in die Ebenen nördlich von Mantua vordringen, um die französischen Einheiten durch zahlenmäßig überlegene Kräfte in offenen Feldschlachten zu stellen.
Joubert konnte dem österreichischen Aufmarsch jedoch standhalten und ermöglichte es Bonaparte, ihm Truppenteile der Division des Generals André Masséna zur Hilfe zu schicken. Joubert beabsichtigte, mit dieser Verstärkung eine Verteidigungslinie entlang der Hügel von Trambasore, nördlich von Rivoli, auf günstigem, erhöhtem Terrain einzunehmen. Alvinczy versuchte, seine aufgeteilten Einheiten rechtzeitig vor dem Eintreffen der gegnerischen Verstärkung zu sammeln und einen Angriff mit konzentrierten Kräften durchzuführen.

## Schlachtverlauf
Am Morgen des 14. Januar 1797 fanden heftige Kämpfe entlang der Hügel von Trambasore statt, als eine österreichische Einheit unter General Reuß versuchte, über die Klamm von Rivoli die rechte Flanke der französischen Kräfte zu umgehen. Gegen 9:00 Uhr traf die erste französische Verstärkung von 8.000 Mann aus dem Süden ein und verhinderte den Durchbruch an der Trambasore-Front. Gegen 10:00 Uhr vom linken Ufer der Etsch nahmen die Österreicher die Verteidigungsposten der Franzosen unter Artilleriebeschuss. Unter diesem Feuerschutz kämpfen sich viele Soldaten die steile Straße zum Plateau hinauf. Gegen 11:00 Uhr stürmten 3.000 Österreicher die Hochebene und drängen die Franzosen zurück. Österreichische Dragoner hatten ebenfalls einen Weg durch die Klamm freigekämpft. Bonaparte erreichte aber Nachrichten, dass österreichische Einheiten unter Oberst Lusignan die Rückzugsroute südlich von Rivoli abschnitten, Alvinczy die Hügel von Trambasore gestürmt habe und seine Truppen trotz der Widrigkeiten der Kämpfe und des Terrains weiter nach vorne drängte.
Durch eine Reihe von präzisen Gegenangriffen konnten die französischen Truppen alle Manöver des Gegners zum eigenen Vorteil wenden. Bonaparte, Joubert und Berthier führten einen gut koordinierten Angriff durch: Eine Batterie mit 15 Kanonen zwang die Dragoner aus der Klamm heraus, während zwei Infanteriekolonnen – eine in der Klamm und eine an den Hügeln von Trambasore – mit Unterstützung der Kavallerie unter Charles Leclerc und Antoine Charles Louis de Lasalle den österreichischen Durchbruch aufhielten.
Als die österreichischen Einheiten in der Klamm sahen, dass die Dragoner zurückwichen, zogen sich auch diese ungeordnet zurück. Die schnell aufgeriebenen Infanterieeinheiten auf den Hügeln konnten dem französischen Gegenangriff nicht standhalten. Die Angriffe der Kavallerie führten auch dort zu einem Rückzug der Österreicher.
Schließlich konnten auch die Division unter General Louis Rey und die Brigade unter Claude-Victor Perrin gen. Victor Lusignans Truppen im Süden aufreiben. 3.000 österreichische Soldaten gerieten dabei in Gefangenschaft.

## Folgen
Am darauf folgenden Tag führte Joubert erfolgreich die Verfolgung von Alvinczys Truppen durch und rieb diese vollständig auf, so dass ihnen nur der ungeordnete Rückzug über die Alpen übrig blieb. Die Schlacht von Rivoli war der bis dahin größte Sieg Bonapartes, mit eigenen Verlusten in Höhe von 5.000 Soldaten gegenüber dem Verlust von 14.000 Soldaten auf österreichischer Seite.
In Andenken an diesen französischen Sieg erhielt die Rue de Rivoli in Paris den Namen der Schlacht.